# تیفانی جکسون
تیفانی جکسون (انگلیسی: Tiffany Jackson؛ زادهٔ ۲۶ آوریل ۱۹۸۵- درگذشته ۳ اکتبر ۲۰۲۲) بازیکن بسکتبال اهل ایالات متحده آمریکا بود.

## مرگ
جکسون در ۳ اکتبر ۲۰۲۲بر اثر سرطان سینه درگذشت. او ۳۷ سال داشت.